# 발로 하는 투표
발로 하는 투표(foot voting)는 어떤 지역이나 서비스를 좋아하거나 싫어하는지에 대해 이주나 가입, 탈퇴를 통해 의사를 표현하는 방식이다.

## 같이 보기
- 티부 모형
- 지방소멸
- 균형발전